# Diverzifikace

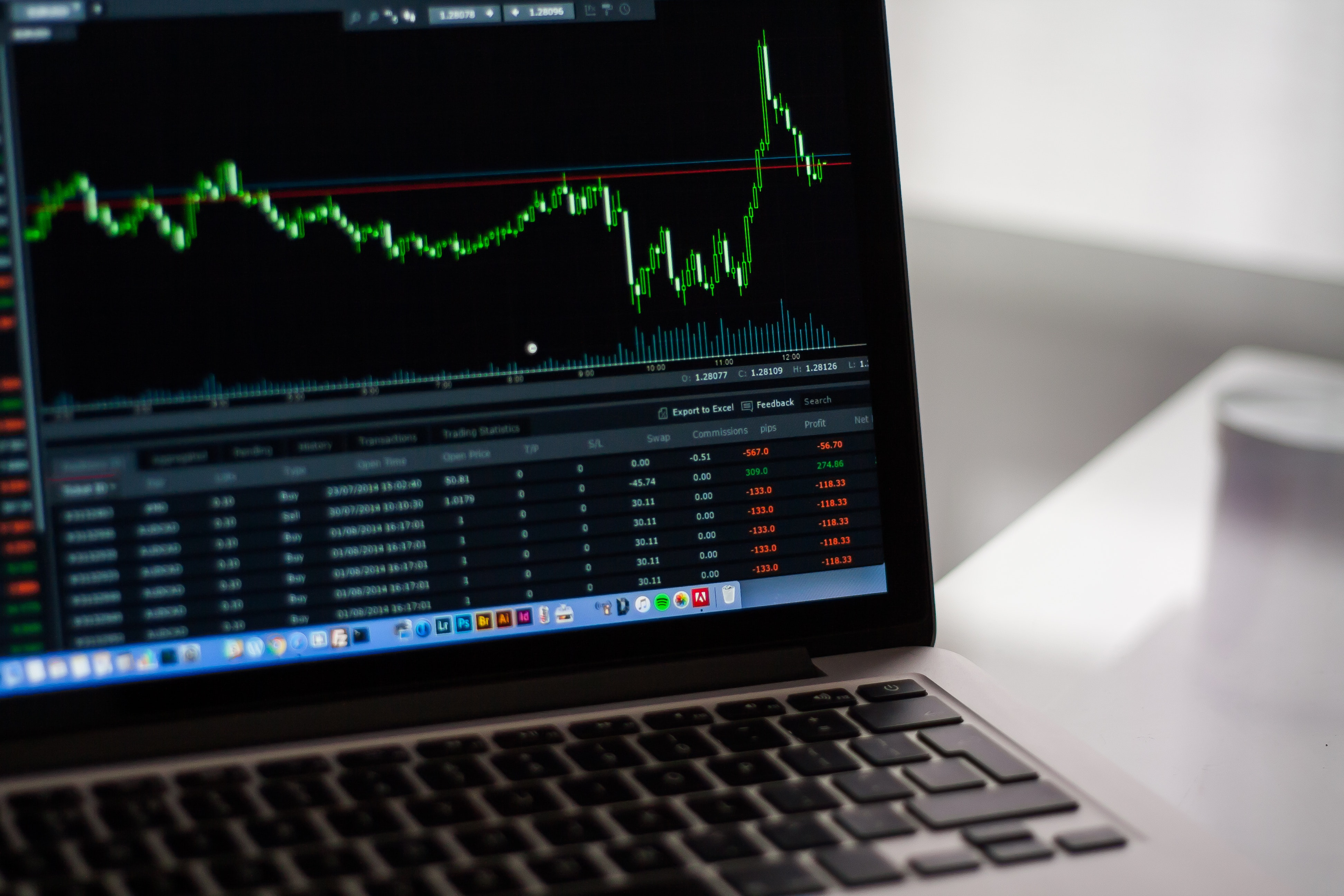
Vizualizace finančního rizika při obchodování na trzích.

Diverzifikace (z lat. diversus, rozmanitý a facere, činit) znamená rozrůzňování strategii podnikání, která se snaží snižovat rizika tím, že se nespoléhá na jediný produkt, nýbrž rozděluje své aktivity do různých oblastí, svá aktiva do různých firem, měn a podobně – rozložení například investic, (investičních či výrobních) aktivit apod.

## Motivace
Příkladem diverzifikace byla rada drobným investorům v kupónové privatizaci: „Nenoste všechna vajíčka v jednom koši.“[zdroj?] Obecně se v konsolidovaných a právně stabilních poměrech pro uložení finančních prostředků na důchod, pro potomky, různé nadace a fondy diverzifikuje držením cenných papírů různého druhu, výnosnosti a tím i rizikovosti a vytváří se tak portfolio. V ekonomice je dokázáno předními ekonomy, že vhodná diverzifikace portfolia snižuje riziko celkové ztráty, i když někdy za cenu nižší výnosnosti.[zdroj?] Ať už se jedná o správce velkého fondu nebo drobného investora, všichni by měli rozložit své finanční prostředky do cenných papírů různých druhů, firem či zemí.

## Oblasti diverzifikace
Diverzifikace se vyskytuje ve všech lidských činnostech, (v zemědělství, v průmyslu, ve službách), hlavně však v ekonomice. V zemědělství se například jedná o pěstování několika druhů plodin. V případě, že by jeden druh neuspěl, druhý částečně pokryje ztráty, které jsou nižší a díky zisku z druhé plodiny i únosnější.

### Diverzifikace v marketingu
Diverzifikace v marketingu znamená rozšiřování podnikatelských aktivit do podobných či úplně odlišných oborů. Příkladem prvého může být, když mlékárna rozšíří výrobu o čokoládové výrobky nebo přikoupí sodovkárnu (Nestlé), anebo když letecká továrna (SAAB) nebo zbrojovka (Zbrojovka) začne vyrábět i automobily či automobilka (Rolls-Royce) letecké motory. Příkladem druhého může být, když elektrostrojírenská firma založí kapitálovou divizi (General Electric) nebo když firma pro výrobu elektronických spotřebičů koupí filmové studio a hudební vydavatelství (Sony) či výrobce letadel a zbraní založí softwarovou divizi (Dassault).

### Diverzifikace v investičním sektoru
V investičním sektoru se diverzifikuje dle:
- typu a druhu investice (FOREX, komodity, akcie, dluhopisy, Managed Futures)
- oblast investice (telekomunikace, energetika, jaké měny proti kterým)
- místa investice (např. akciové trhy v Číně nebo "relativně" bezpečnější evropské)
- způsobu investice (kolik a s kým – důležitá je volba brokera)
- času investice (například po krachu, kdy očekáváme růst jednotlivých titulů)